# سن-سورن (موریسی)
سَن-سِورَن، مُریسی (به فرانسوی: Saint-Séverin, Mauricie) قصبه‌ای در منطقه شهری مکیناک ناحیه موریسی در استان کبک کانادا است. در سرشماری سال ۲۰۱۱ در این منطقه این قصبه ۹۰۸ نفر جمعیت داشته‌است و مساحت آن ۶۱٫۹۷ کیلومتر مربع است.